# Amtsgericht Oberkirch

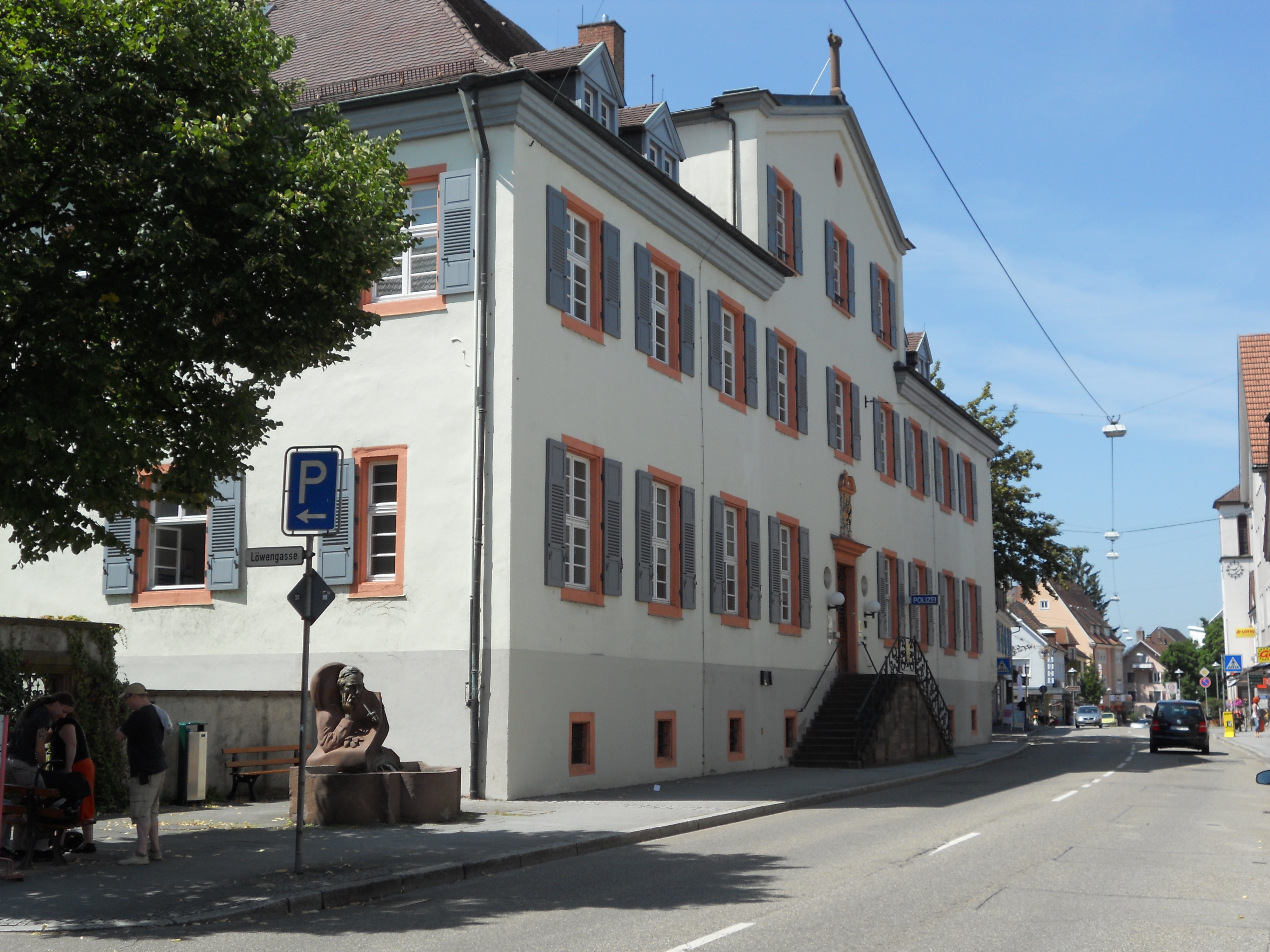
Das Amtsgericht Oberkirch

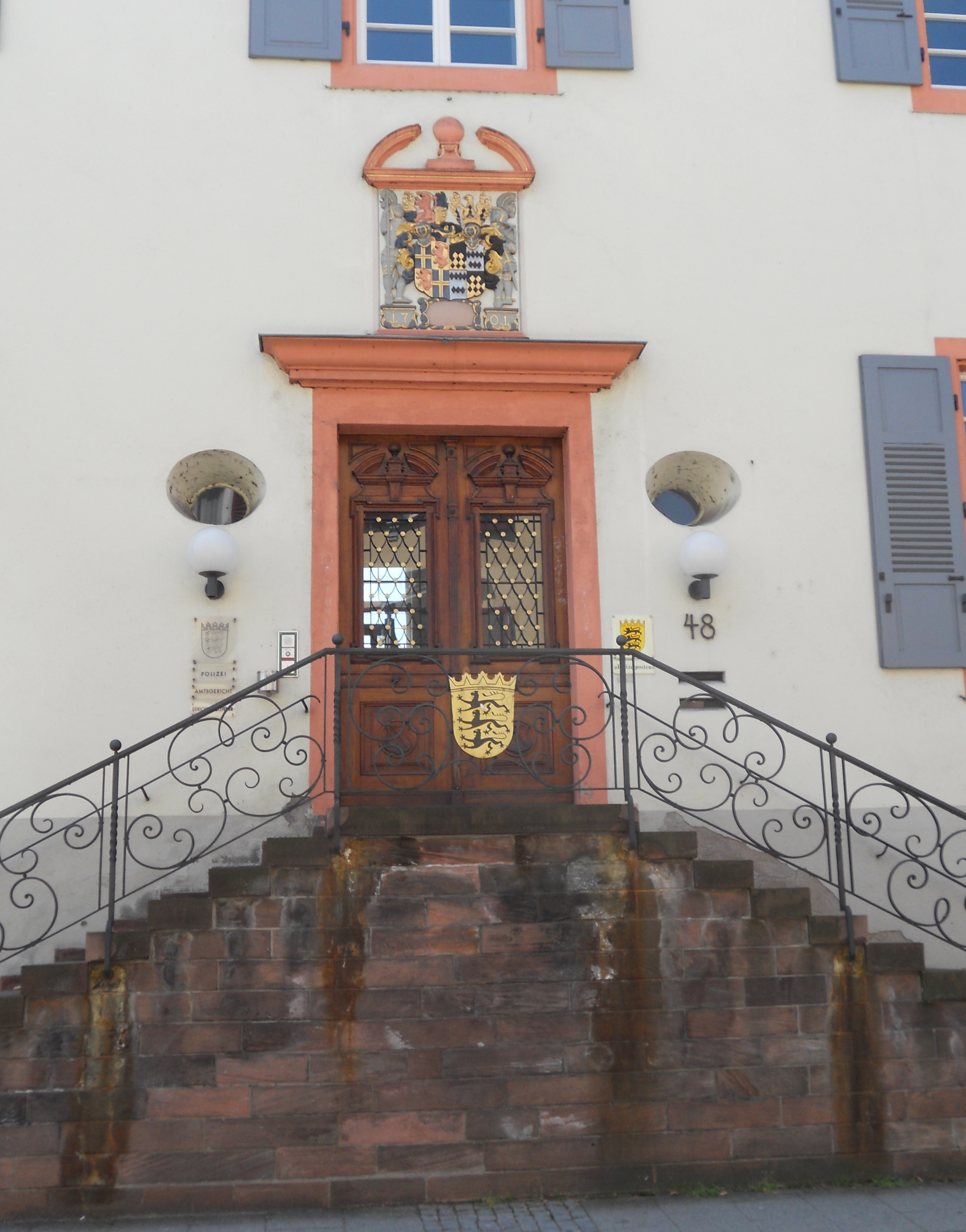
Portal des Amtsgerichts Oberkirch

Das Amtsgericht Oberkirch ist ein kleines Amtsgericht im Schwarzwald, eines von sechs Amtsgerichten im Bezirk des Landgerichts Offenburg. Die Amtsgerichte gehören zur ordentlichen Gerichtsbarkeit.

## Gebäude
Das Amtsgericht hat seinen Sitz in Oberkirch (Baden) im historischen Amtshaus in der Hauptstraße 48. Dieses Gebäude wurde  1704 durch Oberamtmann von Brodeck errichtet und war Sitz der Amt- bzw. Oberamtmänner des Straßburger Fürstbischofs. Von 1758 bis 1772 diente es als Münzstätte der Straßburger Fürstbischöfe.
Über dem Portal befindet sich das Wappen der ehemaligen Herrschaft Oberkirch und des Johann Evangelist von Brodeck.      Das Amtsgericht teilt sich das Gebäude mit dem Polizeirevier.

## Gerichtsbezirk
Örtlich zuständig ist das Amtsgericht Oberkirch für die Städte Oberkirch, Renchen und Oppenau und die Gemeinden Bad Peterstal-Griesbach und Lautenbach.

## Zuständigkeit
Das Amtsgericht nimmt die ihm nach dem Gerichtsverfassungsgesetz zugewiesenen Aufgaben in der Zivil- und Strafrechtspflege wahr. Für Mahnverfahren hat das Bundesland Baden-Württemberg das Amtsgericht Stuttgart als Zentrales Mahngericht bestimmt. Für Familiensachen ist das Familiengericht beim Amtsgericht Offenburg zuständig.

## Instanzenzug
Dem Amtsgericht übergeordnet sind in dieser Reihenfolge das Landgericht Offenburg, das Oberlandesgericht Karlsruhe und der Bundesgerichtshof.